# Rien Poortvliet
Rien Poortvliet, né à Schiedam le 7 août 1932 et mort à Soest le 15 septembre 1995 est un illustrateur et peintre néerlandais spécialisé en littérature d'enfance et de jeunesse et de fantasy. Il est réputé pour ses dessins animaliers et pour sa série de livres réalisés avec Wil Huygen et consacrés aux gnomes. Marié à Corrie Bouman, il eut deux fils.

## Œuvre première

### Recueils de contes et livres sur les gnomes
- Leven en werken van de Kabouter (1976), avec Wil Huygen. Publié en français sous le titre Les Gnomes / trad. Maddy Buysse. Paris : Albin Michel, 1976.  (ISBN 978-2-226-20960-3). Rééd. Albin Michel, 2010, 208 p.  (ISBN 978-2-226-20960-3)
- De oproep der kabouters (1981), avec Wil Huygen.Publié en français sous le titre Le Livre secret des gnomes. Paris : Albin Michel, 1982  (ISBN 978-2-226-03175-4)
- Le Monde des gnomes, avec Wil Huygen. Publié en français sous le titre Le Monde des gnomes / adaptation Isabelle Reinharez. Paris : Nathan, 1988, 26 p.  (ISBN 2-09-277154-X)
- Het boek van Klaas Vaak en het ABC van de slaap (1988), avec Wil Huygen. Publié en français sous le titre Le Marchand de sable et l'abécédaire du sommeil. Paris : Nathan, 1989, 120 p.  (ISBN 2-09-240020-7)
- Allons jouer ! / de Francine Oomen et Rien Poortvliet. Paris : Hemma, coll. "Au pays des lutins", octobre 1996, 10 p.  (ISBN 9782800654713)
- Mélodies dans les bois / de Francine Oomen et Rien Poortvliet. Paris : Hemma, coll. "Au pays des lutins", octobre 1996, 10 p.  (ISBN 9782800654683)

### Documentaires sur les animaux et la chasse
- Le Chien de traîneau / textes d'Hélyett Ponchon et Claire Godet ; ill. de Rien Poortvliet. Paris : Nathan, 1968, [14] p. Coll. "Nos livrets miniatures. Animaux des pays froids".
- Le Renard / textes d'Hélyett Ponchon et Claire Godet ; ill. de Rien Poortvliet. Paris : Nathan, 1968, [14] p. Coll. "Nos livrets miniatures. Animaux des pays froids".
- Le Phoque / textes d'Hélyett Ponchon et Claire Godet ; ill. de Rien Poortvliet. Paris : Nathan, 1968, [14] p. Coll. "Nos livrets miniatures. Animaux des pays froids".
- L'Ours blanc / textes d'Hélyett Ponchon et Claire Godet ; ill. de Rien Poortvliet. Paris : Nathan, 1968, [14] p. Coll. "Nos livrets miniatures. Animaux des pays froids".
- Le Renne / textes d'Hélyett Ponchon et Claire Godet ; ill. de Rien Poortvliet. Paris : Nathan, 1968, [14] p. Coll. "Nos livrets miniatures. Animaux des pays froids".
- Le Singe / textes d'Hélyett Ponchon et Claire Godet ; ill. de Rien Poortvliet. Paris : Nathan, 1968, [14] p. Coll. "Nos livrets miniatures. Animaux des pays chauds".* Le Lion / textes d'Hélyett Ponchon et Claire Godet ; ill. de Rien Poortvliet. Paris : Nathan, 1968, [14] p. Coll. "Nos livrets miniatures. Animaux des pays chauds".
- Le Tigre / textes d'Hélyett Ponchon et Claire Godet ; ill. de Rien Poortvliet. Paris : Nathan, 1968, [14] p. Coll. "Nos livrets miniatures. Animaux des pays chauds".
- Le Dromadaire / textes d'Hélyett Ponchon et Claire Godet ; ill. de Rien Poortvliet. Paris : Nathan, 1968, [14] p. Coll. "Nos livrets miniatures. Animaux des pays chauds".
- Le Pingouin / textes d'Hélyett Ponchon et Claire Godet ; ill. de Rien Poortvliet. Paris : Nathan, 1968, [14] p. Coll. "Nos livrets miniatures. Animaux des pays froids".

- Jachttekeningen (1972) Publié en français sous le titre Dessins de chasse, préface prince Bernhard des Pays-Bas. Paris : Montbel, 2011, 170 p.  (ISBN 978-2-35653-039-4)

- ...de Vossen hebben holen (1973) Publié en français sous le titre Le Bestiaire sauvage. Paris : Ed. du Gerfaut, 1977, 160 p.  (ISBN 2-901196-02-0). Rééd. Paris, Gerfaut-Club, 1978.

- De ark van Noach, of ere wie ere toekomt (1985) Publié en français sous le titre L'Arche de Noé. Paris, Gerfaut-Club, 1986.

- Braaf (1992) Publié en français sous le titre Le Grand Livre des chiens. Paris, Malherbe, 1986.

- Aanloop (1993) Publié en français sous le titre L'Affût. Paris, Gerfaut, 1994.

### Livre religieux
- Hij was een van ons.  (1974) / textes de Hans Bouma. Publié en français sous le titre Il était l'un des nôtres, adaptation française de Christine Pierrard et Vincent Minet. Paris : Lethilleux, 2010, 136 p.  (ISBN 978-2-249-62019-5)

### Témoignage
- Langs het tuinpad van mijn vaderen (1987) Publié en français sous le titre Mon pays retrouvé Paris, Nathan, 1990.

### Livres inédits en français
- Te Hooi en te gras (1975) Non traduit en français
- Het brieschend paard (1978) Non traduit en français
- Van de hak op de tak. Bussum, Van Holkema & Warendorf, 1980. Non traduit en français
- De tresoor van Jacob Jansz. Poortvliet (1991) Non traduit en français
- Kabouter Spreekwoordenboek (1996), avec Wil Huygen Non traduit en français
- Het Kabouterkookboek (2003), avec Wil Huygen Non traduit en français

## Œuvres dérivées

### Séries télévisées
- 1985 : David le gnome, série télévisée espagnole en 26 épisodes de 23 minutes, créée par Claudio Biern Boyd d'après le livre Les Gnomes.
- 1987 : La Sagesse des gnomes, série télévisée espagnole en 26 épisodes de 23 minutes, créée par Claudio Biern Boyd d'après le livre Les Gnomes.